# Glume
 (mai 2018).
Si vous disposez d'ouvrages ou d'articles de référence ou si vous connaissez des sites web de qualité traitant du thème abordé ici, merci de compléter l'article en donnant les références utiles à sa vérifiabilité et en les liant à la section « Notes et références ».

Diagramme d'un épillet montrant la position des glumes (en rouge foncé).

Les glumes (subt. fém.) sont l'équivalent de bractées, généralement au nombre de deux, parfois plus, situées à la base de l'épillet, inflorescence élémentaire typique des Poaceae (graminées). Ce sont des bractées dites « vides » car elles ne sous-tendent aucun bourgeon ou organe.
Les fleurs, ou fleurons, composant l'épillet sont insérées entre deux glumelles, la lemme (ou glumelle inférieure) et la paléole (ou glumelle supérieure).

## Description

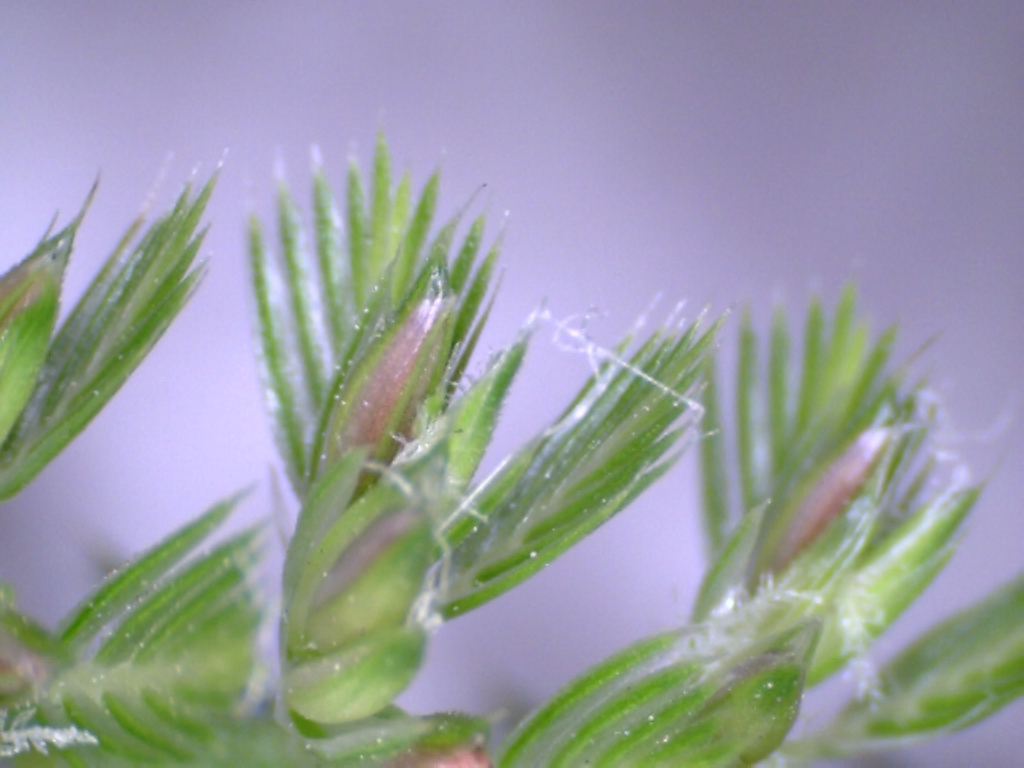
Glumes et glumelles (Cynosurus cristatus).

Les glumes sont des pièces foliacées sessiles et alternes (en apparence opposées), allongées et comme pliées en deux, qui recouvrent et protègent la base de l'épillet. Elles sont de forme et de texture très variables. Elles sont dans certains cas munies d'une arête (ou arista), appelée familièrement « barbe », qui peut être terminale ou dorsale. Elles présentent des nervures, faisceaux de tissu vasculaire, en nombre variable et plus ou moins proéminentes. 
La glume inférieure est en général plus petite que la glume supérieure, et parfois, très réduite, semble absente.
Les glumes peuvent ressembler aux glumelles qu'elles enveloppent plus ou moins, et il est important lorsqu'on examine des inflorescences de graminées de reconnaître les glumes et de les distinguer des glumelles, ce qui permet d'identifier les épillets comme unités.
Les glumes sont généralement libres, mais peuvent être soudées à la base, voire jusqu'à la moitié de leur longueur, formant une sorte de coupe, dans le genre Alopecurus (vulpins).
À maturité, les glumes et glumelles peuvent se séparer ou rester adhérentes au grain. Dans ce dernier cas, on parle, pour les céréales concernées comme l'orge, l'épeautre ou le riz, de « grains vêtus ». Dans les autres cas, les glumes sont éliminées au battage et constituent la « balle », on parle alors de céréales à « grains nus », bien plus faciles à préparer, car on peut les moudre sans décorticage préalable.
La balle ne doit pas être confondue avec le son qui est l'enveloppe du caryopse et non de la fleur.
La morphologie des glumes est très variable et fournit des critères taxinomiques utiles pour la détermination des genres et espèces. Elles peuvent être couvertes de poils ou porter une arête de longueur variable, qui peut dans certains cas être observée à l'œil nu. Elles peuvent présenter des nervures, dont l'examen nécessite généralement l'emploi d'une loupe. Le nombre et la taille des nervures sont des caractères distinctifs.

## Étymologie
Ce mot français est dérivé du latin gluma, substantif lié au verbe glubere signifiant peler ou écorcer, qui avait la signification d'enveloppe ou balle du blé. Il est attesté dès 1584, mais réemprunté vers 1797. La variante « gloume » est attestée en 1841.

## Cas du riz

Épillet de riz (ne contient qu'une seule graine à maturité).

Chez le riz (Oryza sativa), les glumes sont réduites et rudimentaires,, et ce sont les glumelles qui constituent l'enveloppe adhérente, dure et indigeste présente dans le riz paddy. On doit l'enlever afin d'obtenir le riz consommable, dit « décortiqué », et livrer ainsi aux consommateurs, soit le riz cargo (riz complet), soit le riz blanchi, dont on a en outre retiré le péricarpe.